# Donald Dewar
Ne doit pas être confondu avec Donald Campbell.
Donald Campbell Dewar est un homme d'État écossais né le 21 août 1937 à Glasgow et mort le 11 octobre 2000 à Édimbourg. Il est le premier à occuper le poste de Premier ministre d'Écosse après la dévolution des pouvoirs en 1999.

## Biographie
Né au 194 Renfrew Street, à Glasgow, le 21 août 1937, de parents assez âgés, Dewar est fils unique. Alisdair, son père, est un dermatologue réputé. Sa mère est atteinte d'une tumeur au cerveau alors que Donald est encore très jeune. 
Donald Dewar fait ses études secondaires à la Glasgow Academy avant d'entrer à l'université de Glasgow, où il obtient deux diplômes, Bachelor of Laws (droit) et Master of Arts. Dans le cadre du club des débats, il se lie d'amitié avec John Smith — qui deviendra plus tard un des leaders du Parti travailliste (Royaume-Uni) —. Pendant ces années universitaires il sera président du Glasgow University Union (syndicat étudiant) et membre du club travailliste de l'université de Glasgow. 
Membre du parti travailliste du Royaume-Uni et du parti travailliste écossais, Dewar entame une carrière d'avoué à Glasgow avant d'être élu député à la chambre des communes en 1966, à l'âge de 28 ans. Il représente la petite circonscription d'Aberdeen sud. En 1967, il est nommé secrétaire privé au parlement auprès du secrétaire d'État à l'Éducation, Anthony Crosland, avec lequel, avoue-t-il plus tard, il a peu d'affinités. Il garde cette position jusqu'en 1969, bien que Roy Jenkins ait proposé sa candidature à un poste de ministre d'État dès 1968, d'ailleurs sans succès. 
À côté de ces succès politiques précoces, sa vie privée est moins heureuse. Il épouse Mary McNair, de six ans sa cadette, en juillet 1964. Ils ont deux enfants, mais elle le quitte en 1970 pour l'avocat écossais Derry Irvine. Les deux hommes resteront brouillés alors même qu'ils se retrouvent ensuite dans le même gouvernement à partir de mai 1997. 1970 est une année sombre pour Dewar. Non seulement sa femme le quitte, mais il perd son siège lors des élections de 1970 et se retrouve alité, en proie à des problèmes de dos. Il obtient le divorce en 1973 et reste désormais célibataire. 
Après une traversée du désert dans les années soixante-dix, Dewar est réélu à la chambre des communes comme député de Glasgow Garscadden, où a lieu une élection anticipée après la mort du député travailliste William Small en 1978. Il s'élève alors rapidement dans la hiérarchie pour devenir membre du cabinet fantôme en 1984. En 1992, John Smith lui confie la sécurité sociale au sein du cabinet fantôme. En 1995, Dewar est nommé Chief Whip pour le parti travailliste par Tony Blair, et lorsque son parti arrive au pouvoir en 1997, il obtient le poste de secrétaire d'état pour l'Écosse. 
Dès ce moment, Dewar a atteint une position clef que feu John Smith n'aurait pu croire possible. Il est en mesure de lancer le processus de dévolution et travaille d'arrache-pied à l'élaboration du projet de loi-cadre sur l'Écosse, le Scotland Act, que l'on nomme familièrement l'œuvre inachevée de John Smith. Lorsque le projet est ratifié, l'Écosse se voit dotée d'un parlement pour la première fois depuis 3 siècles. 
Lors des premières élections au nouveau parlement écossais en 1999, Dewar retrouve son siège en tant que député de la circonscription de Glasgow Anniesland, à la suite de quoi il est élu premier ministre à la tête d'une coalition des travaillistes et des libéraux écossais. 
Bourreau de travail, Dewar va payer les efforts qu'il a déployés pour la création du nouveau parlement. Il subit une première opération à cœur ouvert en mai 2000. Trois mois plus tard, il est revenu à ses fonctions de premier ministre, mais le 10 octobre, il a une hémorragie cérébrale déclenchée par le traitement à base d'anticoagulants qu'il prenait à la suite de sa première opération. Il décède le lendemain, à l'hôpital central d'Édimbourg, à l'âge de 63 ans. La cérémonie funéraire est célébrée dans la cathédrale de Glasgow, et donne lieu à des scènes de deuil public tout à fait inédites dans la plus grande ville d'Écosse. Dewar est incinéré et ses cendres sont dispersées à Lochgilphead.
Le travailliste Henry McLeish lui succède au poste de premier ministre de l'Écosse.

## Jugements sur Dewar
Bien qu'il soit devenu un personnage quasi légendaire, Donald aurait détesté qu'on essaie de le transformer en une espèce de saint laïque. Il aurait été horrifié de voir les flots d'hystérie à la Diana suscités par l'annonce de sa mort précoce. --Iain MacWhirter, Sunday Herald, 15 octobre 2000. 
La façon dont Donald Dewar a œuvré pour le parlement écossais lui a valu le surnom de père de la nation. 